# Association finlandaise d'espéranto
Pour les articles homonymes, voir EAF.
L'Association Finlandaise d'Espéranto (en espéranto : Esperanto-Asocio de Finnlando ; en finnois : Suomen Esperantoliitto) ou EAF coordonne les actions des espérantophones finlandais et a pour but de répandre des informations sur la langue internationale en Finlande et de faire progresser l'usage de l'espéranto. EAF est une association nationale liée à l'association mondiale d'espéranto.
Le président actuel de l'association est Tuomo Grundström (eo).